# Assiette d'Hartog

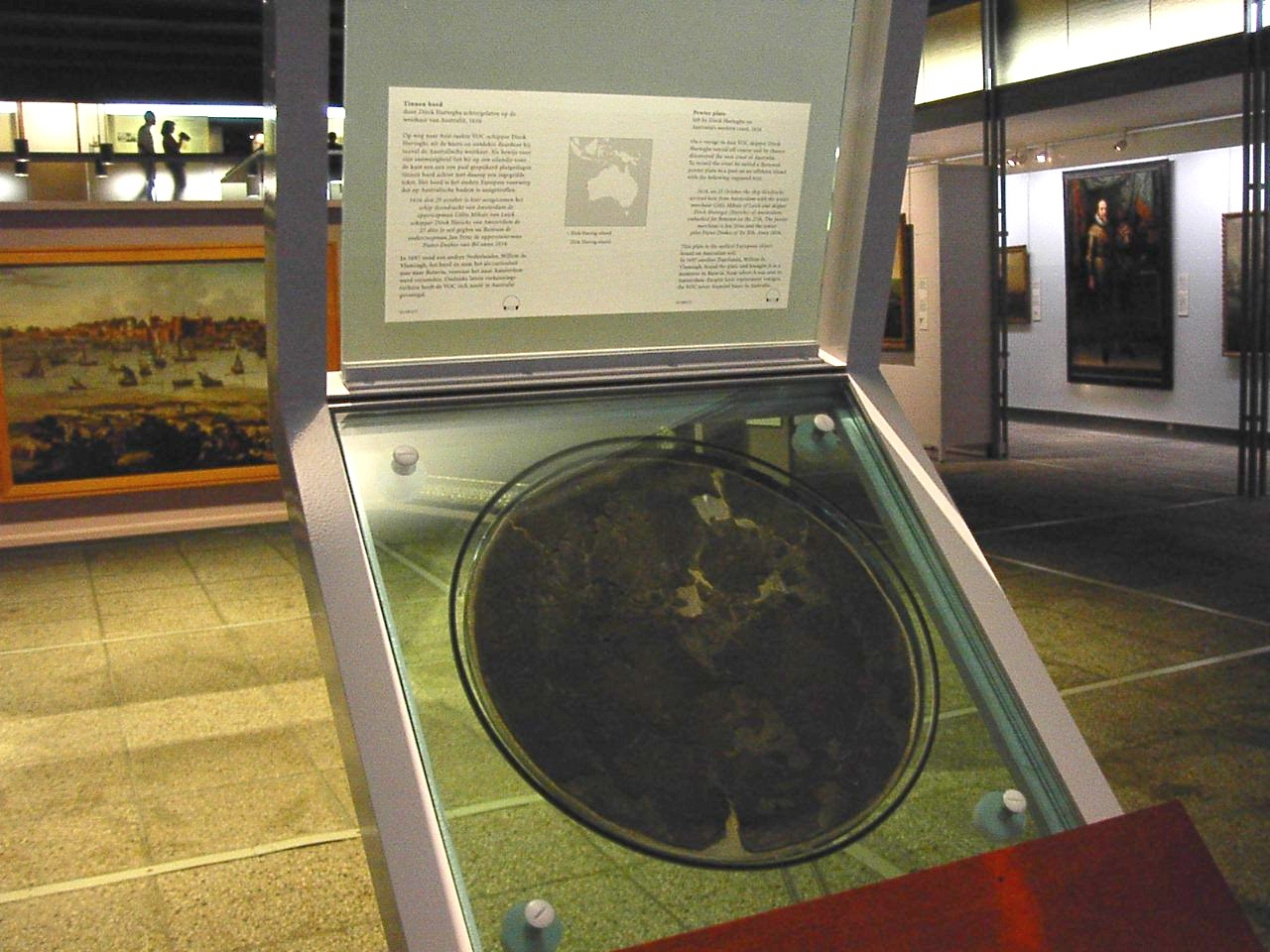
L’assiette de Dirk Hartog au Rijksmuseum à Amsterdam

L’assiette d’Hartog ou l’assiette de Dirk Hartog est l'une des deux assiettes, mais généralement plutôt la première laissée par l'explorateur hollandais Dirk Hartog sur l'île du même nom comme preuve de son passage sur la côte ouest de l'Australie avant la colonisation européenne dans la région. La première de ces deux assiettes est le plus ancien objet de la main de l'homme européen témoignant du passage des Européens sur le continent australien encore existant.

## Dirk Hartog, 1616
Dirk Hartog fut le premier Européen à avoir vu l'Australie-Occidentale. Le 26 octobre 1616 à partir de son bateau l'Eendracht, il mit pied à terre à Cap Inscription à l'extrême nord de l'île. Avant de repartir, Hartog laissa derrière lui une assiette plate en étain clouée sur un poteau en chêne coincé dans une fissure au sommet de la falaise.
L'assiette porte l'inscription suivante :

« Ao 1616, den 25sten October, is hier vangecommen het schip de Endracht van Amsterdam, den Oppercoopmen Gilles Mibais van Luyck; schipper Dirk Hartog, van Amsterdam, den 27sten, dito t' zeijl gegaen na Bantam, den Ondercoopman Jan Stoyn, Opperstierman Pieter Dockes, van Bil, Ao 1616. »

En français :

« Le 25 octobre 1616, le bateau Eendracht d'Amsterdam est arrivé ici. Marchand chef Gilles Miebais de Liège; skipper Dirck Hatichs (Dirk Hartog) d'Amsterdam. Le 27 nous partons pour Bantum. Marchand Jan Stins ; Timonier chef Pieter Doores de Brielle. Année 1616. »

## Willem de Vlamingh, 1697

Carte de la Shark Bay montrant l’île Dirk Hartog et Cape Inscription

81 ans plus tard, en 1697, le capitaine hollandais Willem de Vlamingh atteignit l'île à son tour et découvrit l'assiette de Dirk Hartog mais le poteau était complètement pourri. Il la récupéra et la remplaça par une nouvelle qu'il fixa sur un nouveau poteau cette fois fait en bois de cyprès provenant de l'île Rottnest. La première assiette fut ramenée aux  Pays-Bas où elle est gardée au Rijksmuseum à Amsterdam.

## Emmanuel Hamelin, 1801
En 1801, le capitaine français du Naturaliste, Jacques Félix Emmanuel Hamelin, pénétra dans la baie Shark et envoya une partie de son équipage à terre. Ils trouvèrent l'assiette de Vlamingh à moitié enterré dans le sable car le second poteau avait lui aussi pourri. Quand les marins ramenèrent l'assiette sur le bateau, Hamelin leur ordonna de la ramener là où ils l'avaient trouvé, considérant leur geste comme un vrai sacrilège.

## Louis de Freycinet, 1818
En 1818, à bord de l’Uranie, l'explorateur français Louis de Freycinet, qui était un officier de l'équipage d'Hamelin en 1801, retrouva l'assiette et la ramena en France où il la montra à l'Académie française à Paris.

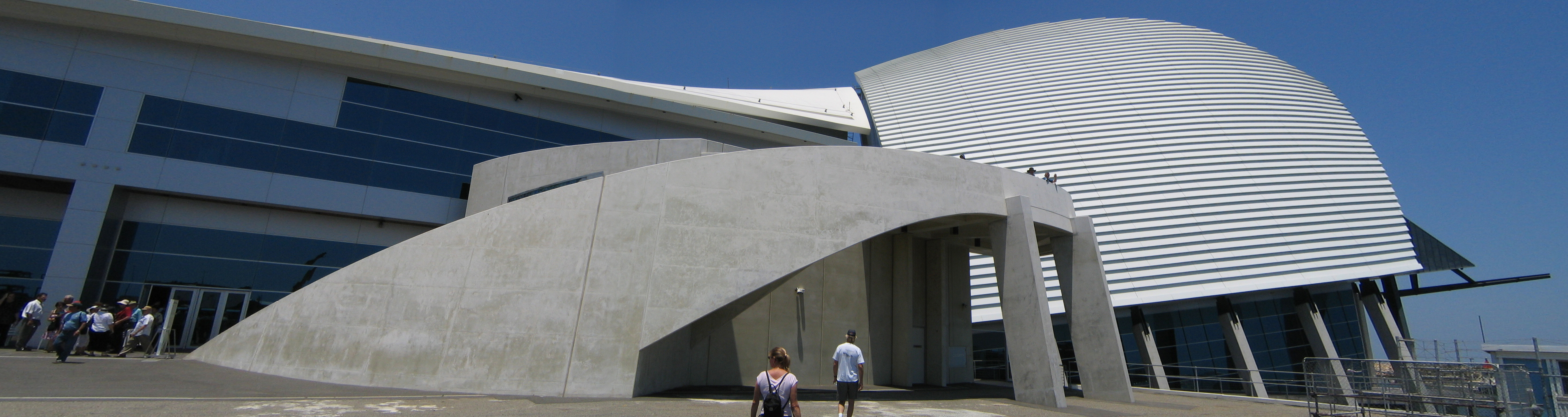
Le Western Australian Maritime Museum à Fremantle.

Après avoir été perdue pendant plus d'un siècle, elle fut retrouvée en 1940 mélangée à d'autres assiettes en cuivre. L'assiette fut finalement renvoyée en Australie en 1947 et se trouve à l'heure actuelle au Western Australian Maritime Museum à Fremantle.